# 5231 Verne
5231 Verne este o planetă minoră (asteroid), cu un diametru de 11,243 km, din centura de asteroizi. A fost descoperită pe 9 mai 1988 la Observatorul Palomar de Carolyn S. Shoemaker și a fost numită după Jules Verne. 
Obiectul prezintă o orbită caracterizată de o semiaxă mare de 2,6187774 UAi, o excentricitate de 0,15, o înclinație de 14,92008 ° în raport cu ecliptica.